# Léonard & Salaï
Léonard & Salaï est une bande dessinée française réalisée par Benjamin Lacombe (scénario, story-board, peinture, dessin et couleurs), Paul Echegoyen (aide au story-board, dessin des décors), pré-publiée en mars 2014 dans Le Monde et éditée en album en 2014 par les Soleil Productions. Un deuxième tome était prévu sans jamais sortir.

## Approche historiographique
Il s'agit de la narration de la vie des deux artistes de la Renaissance Léonard de Vinci et Salai, sur la vie de l'atelier, des réussites et déception et de leur relation amoureuse.

## Description
Le tome 1 couvre les années 1490 jusqu'à l'arrivée de Francesco Melzi.

## Publications en français
- Benjamin Lacombe (scénario, story-board, peinture, dessin et couleurs), Paul Echegoyen (aide au story-board, dessin des décors), Léonard & Salaï, Éditions Soleil, mars 2014  (ISBN 978-2-302-01873-0)